# BORG Gastein
Das Bundesoberstufenrealgymnasium Gastein (BORG Gastein) ist ein Bundesoberstufenrealgymnasium in Bad Hofgastein. Es wurde 1973 durch den Schulverein Gasteinertal gegründet. Mit seinem musisch-kreativen Schwerpunkt mit MultiMediaArt ist es einer der wichtigsten musischen Ausbildungsplätze im Salzburger Land. Das BORG Gastein dauert vier Jahre und schließt mit der Zentralmatura ab. Der Einstieg erfolgt, wie bei einem Oberstufenrealgymnasium üblich, in der 5. Klasse (9. Schulstufe).

## Geschichte
Das Bundesoberstufenrealgymnasium Gastein wurde 1973 durch den Schulverein Gasteinertal unter maßgeblicher Beteiligung von Direktor Wolfgang Reith, Albert Rubatsch, Otto Zaglmayr und den Ortsbürgermeistern gegründet.
Von September 1973 bis 1976 war sie im Hauptschulgebäude in Bad Gastein untergebracht und übersiedelte nach Fertigstellung des Hauptschul-Erweiterungsbaus 1976 nach Bad Hofgastein. 1977 konnte das neue Schulgebäude eröffnet werden.
Der Erweiterungs- und Neubau der Schule wurde im Jänner 2009 fertiggestellt.

### Direktoren
- 1973–1996: Norbert Unterkofler
- 1996–2008: Gottfried Plohovich (junior)
- 2008–2011: Erwin Hettegger
- seit 2011: Markus Miller-Aichholz

## Schwerpunkt musisch-kreativ
Dieser einzigartige Schwerpunkt ist Hauptbestandteil dieser Schule. Eigentlich sollte das BORG Gastein hauptsächlich eine Schule für die Jugendlichen des Gasteinertals werden, doch nach Auflösung des naturwissenschaftlichen Zweiges (der durch das Wahlpflichtfach Nawi+ ersetzt wurde) nahm die Zahl der Schüler aus dem gesamten Salzburger Land, sowie auch aus Deutschland und sonstigen Bundesländern Österreichs zu. Derzeit beträgt die Anzahl dieser Schüler ca. die Hälfte.

### Hauptfach (Pflichtfach)
Jeder Schüler hat bei der Anmeldung ein Hauptfach zu wählen und muss dieses alle vier Jahre mit zwei Wochenstunden besuchen. Nach Abschluss der 8. Klasse steht es dem Schüler frei, auch in diesem Hauptfach mündlich zu maturieren.

#### Die Hauptfächer
- Vocal (Gesang)
- Tanz
- Gitarre
- E-Gitarre
- E-Bass
- Klavier
- Schlagzeug
- Trompete (und weitere Blechblasinstrumente)

Für die Fächer Tanz und Vocal ist jeweils ein Eignungstest abzulegen, bei dem nur die allgemeine Eignung zum Fach überprüft wird.

### Freigegenstand
Jedes Hauptfach kann auch noch zusätzlich als Freigegenstand gewählt werden. Für dieses muss man sich jährlich anmelden. Wenn man diesen Freigegenstand alle vier Jahre besucht, ist dieser auch mündlich maturabel.

### Ensemble-Unterricht
In den zweiten Semestern der 7. und 8. Klasse muss man anstatt des Hauptfaches den Ensemble-Unterricht im Zusammenhang mit seinem Instrument (also gewähltes Hauptfach) besuchen. Bei diesem Ensemble-Unterricht wird das Zusammenspielen mehrerer verschiedener Instrumente erlernt. Eine gemeinsame Prüfung ist auch in diesem Fach abzulegen.

### Prüfung (Vorspiel/Vorsingen/Vortanzen)
Einmal pro Semester ist ein benotetes Vorspiel/Vorsingen/Vortanzen abzulegen. Bei diesem wird ein vorbereitetes Stück, das im Unterricht mit dem Lehrer erprobt wurde, vorzutragen. Die erhaltene Note wirkt sich auf die Endnote aus. Auch im Zuge des Ensemble-Unterrichts müssen mehrere solcher Lieder vorbereitet werden. Die Note, die das ganze Ensemble erhält, wirkt sich auf die Endnote des einzelnen Schülers aus.

## Wahlpflichtfächer
Ab der 6. Klasse ist ein Wahlpflichtfach für jeden Schüler zu wählen. Dieses ist mit zwei Wochenstunden verpflichtend zu besuchen. Es kann auch ein zweites (in seltenen Fällen ein drittes) Wahlpflichtfach als Freigegenstand gewählt werden.
- MulitMediaArt
- Nawi+
- Spanisch
- Informatik

## Unverbindliche Übungen
- Unverbindliche Übung Chor
- Unverbindliche Übung Spielmusik Instrumental
- Unverbindliche Übung Spielmusik Technik
- Unverbindliche Übung Tontechnik
- Unverbindliche Übung Technisches MultiMedia Netzwerk
- Unverbindliche Übung STOMP
- Unverbindliche Übung Darstellendes Spiel
- Pluskurs Art&Sound Project